# Condado de Brooke
El condado de Brooke (en inglés: Brooke County), fundado en 1796, es uno de los 55 condados del estado estadounidense de Virginia Occidental. En el año 2000 tenía una población de 25.447 habitantes con una densidad poblacional de 111 personas por km². La sede del condado es Wellsburg.

## Geografía
Según la Oficina del Censo, el condado tiene un área total de 238 km² (91,9 mi²), de la cual 231 km² (89,2 mi²) es tierra y 8 km² (3,1 mi²) (3.70%) es agua.

### Condados adyacentes
- Condado de Hancock - norte
- Condado de Washington - este
- Condado de Ohio - sur
- Condado de Jefferson - suroeste

### Carreteras
- U.S. Highway 22
- Ruta de Virginia Occidental 2
- Ruta de Virginia Occidental 27
- Ruta de Virginia Occidental 67
- Ruta de Virginia Occidental 88

## Demografía
En el 2000 la renta per cápita promedia del condado era de $32 981, y el ingreso promedio para una familia era de $39 948. En 2000 los hombres tenían un ingreso per cápita de $34 397 versus $19 711 para las mujeres. El ingreso per cápita para el condado era de $17 131. Alrededor del 11,70% de la población estaba bajo el umbral de pobreza nacional.

## Comunidades

### Comunidades incorporadas
| - Beech Bottom - Bethany - Follansbee | - Weirton (parte) - Wellsburg - Windsor Heights |

### Comunidades no incorporadas
| - Arnold - Coketown - Colliers - East Steubenville | - Fowlerston - Hooverson Heights - Rockdale - Short Creek |